# Pogoń Szczecin
Pogoń Szczecin er en polsk fodboldklub. Grundlagt i 1948, har klubben sin base i Szczecin (hovedstaden i voivodskabet Vestpommern) og spiller på Stadion Miejski.

## Titler
- Ekstraklasa:
  - Mestre (0)
  - Sølv (2): 1986/87, 2000/01.
  - Bronze: (3) 1983/84, 2020/21, 2021/22.

- Polsk Pokalturnering
  - Vinder (0)
  - Øvrige finalekampe (4): 1980/81, 1981/82, 2009/10, 2024/25.

## Førsteholdstruppen 2024
- Førsteholdstruppen på 90minut.pl

## Kendte spillere
- Adam Banaś
- Dickson Choto
- Vladimir Dvalishvili
- Kamil Grosicki
- Mirosław Justek
- Mikołaj Lebedyński
- Bartosz Ława
- Radosław Majdan
- Alexandre da Silva Mariano - Amaral
- Claudio Milar
- Marek Ostrowski
- Krzysztof Pilarz
- Jerzy Podbrożny
- Hernâni José da Rosa - Hernâni
- Sérgio Leândro Seixtos Santos - Batata
- Cristiano Pereira de Souza - Brasília

## Danske spillere
- Morten "Duncan" Rasmussen (2018)